# Auto-diagnostic
L'auto-diagnostic est un processus de diagnostic qu'une personne réalise sur elle-même. Il peut être accompli avec l'aide de documents médicaux, disponibles dans des livres ou sur Internet, ou d'expériences passées, personnelles ou concernant un proche.

## Risques et dangers

### EN médecine
L'auto-diagnostic, sujet à des erreurs, présente un danger si des décisions sont prises sur les fondements d'un diagnostic erroné
. En raison des risques, il est officiellement déconseillé par les gouvernements, les médecins et les organisations de soins aux patients. Cette pratique est contre-indiquée aux médecins eux-mêmes car le diagnostic peut être erroné même dans ce cas . 
Un auto-diagnostic erroné entraîne des traitements inappropriés, ou, à l'inverse, le non recours aux soins qui seraient nécessaires.

## En psychologie
L’autodiagnostic en psychologie désigne le processus par lequel une personne tente d’identifier chez elle un trouble mental ou une difficulté psychologique, sans l’aide directe d’un professionnel de santé. 
Cette pratique a gagné en popularité, en raison notamment de l'accessibilité des informations sur Internet, les réseaux sociaux, et la multiplication des tests en ligne. 
S'il n'est pas à proscrire car il est souvent la première étape d'une vraie démarche thérapeutique, notamment quand l’accès aux soins est limité par des délais ou des barrières géographiques ou financières. Se reconnaître dans les expériences d’autrui ou mettre des mots sur une souffrance permet à certains d’amorcer une réflexion et de solliciter une aide spécialisée. 
Des associations et des communautés en ligne peuvent offrir écoute, soutien et encouragement vers un accompagnement clinique. 
Si et quand un bilan professionnel est en attente, l’autodiagnostic peut être une étape transitoire, à condition de rester critique et ouvert à une remise en question par des experts. Dans tous les cas, il doit être envisagé avec prudence et en tenant compte du contexte, de la posture adoptée par la personne et du recours ultérieur à une évaluation professionnelle. Les sources s’accordent sur le fait qu’il ne peut pas remplacer une démarche clinique rigoureuse, qui repose sur une analyse croisée des symptômes, du parcours individuel et des outils validés d’évaluation,,.
Ses dangers incluent l'erreur d’interprétation, le biais de confirmation et le retard de prise en charge. La Dre Lily Trudeau-Guévin (psychologue au CLSC Saint-Laurent) souligne cependant que « les réseaux sociaux donnent l’illusion de réponses claires à des questions complexes », et que « les symptômes ne sont pas des diagnostics ».
Se reconnaitre dans les symptômes décrits dans des articles ou des témoignages ne suffit pas ; seul un clinicien est habilité à juger de leur intensité, fréquence et retentissement fonctionnel. 
Selon le Dr Liova Yon, psychiatre au GHU Paris Neurosciences, l’autodiagnostic peut en outre banaliser les troubles mentaux et masquer des pathologies plus complexes ou différentes, avec le risque de s’enfermer dans une étiquette erronée — par exemple se croire atteint de trouble bipolaire ou de TDAH sans évaluation clinique — peut renforcer la souffrance, générer de la stigmatisation, ou favoriser une automédication inappropriée.
Un article de Psychology Today indique au sujet de l'auto-diagnostic : "Un des plus grands dangers de l'auto-diagnostic dans le domaine psychologique est que l'on peut ne pas remarquer une maladie physique qui se présente comme syndrome psychiatrique.
L'auto-diagnostic sape aussi le rôle du médecin, ce qui n'est pas la meilleure manière de commencer la relation médecin-patient. 
Ensuite, le fait est qu'il nous est possible de nous connaître et de nous voir, mais que parfois, nous avons besoin d'un miroir pour mieux nous voir. Un autre danger de l'auto-diagnostic est le fait de se croire plus malade que l'on ne l'est réellement. Inversement, l'auto-diagnostic peut aussi renforcer le déni de certains de ses symptômes." 
Certains médicaments faisant l'objet de publicité concernent des maladies ou handicaps plus importants, comme le TDAH chez les adultes, présentent une situation plus difficile. Le marketing des médicaments auprès des consommateurs est critiqué pour avoir favorisé un auto-diagnostic inapproprié,. L'intolérance au gluten est également souvent auto-diagnostiquée.

## Parfois approprié
Cependant, l'auto-diagnostic peut être approprié dans certaines circonstance,, notamment dans les cas de problèmes bénins. 
Tous les médicaments en vente libre (sans ordonnance) sont offerts en supposant que ses consommateurs sont capables de s'auto-diagnostiquer : il s'agit alors de cas bénins et ayant peu de conséquences en cas de prise erronée d'un médicament. Certains maux sont souvent auto-diagnostiqués, comme les poux de tête, les écorchures cutanées ou  crampes menstruelles, les maux de tête ou le rhume.